# S/2004 S 17
S/2004 S 17 je retrogradni naravni satelit Saturna iz Nordijske skupine.

## Odkritje in imenovanje
Luno S/2004 S 17 so odkrili  Scott S. Sheppard, David C. Jewitt, Jan Kleyna, in Brian G. Marsden 4. maja leta 2005 na posnetkih, ki so jih naredili med 13. decembrom 2004 in 5. marcem 2005.  